# A Single Man (álbum)
A Single Man é o décimo segundo álbum de estúdio do cantor e compositor britânico Elton John, lançado em 1978.
É o primeiro álbum criado sem o seu antigo colaborador Bernie Taupin. Como Gary Osborne era um desconhecido na época, muitas pessoas interpretaram mal o título do álbum afirmando que Elton escreveu o álbum inteiro sozinho.
O hit "Song for Guy" foi um tributo a Guy Burchett, um jovem funcionário da gravadora Rocket Records que foi morto em um acidente de motocicleta. A canção quase foi um sucesso mundial, sendo bem colocada em todas as paradas, exceto nos Estados Unidos e Canadá, onde a MCA, gravadora de Elton, não acreditou que a canção tinha potencial, devido ao recente sucesso de "The Music Box Dancer".
Em 1998, o álbum foi relançado com cinco faixas bônus, sendo as duas primeiras singles de 1978, "Ego", e seu b-side "Flinstone Boy". As próximas duas faixas são os b-sides de "Part-Time Love" e "Song for Guy" ("Cry me a Night" e "Lovesick", respectivamente), e da última faixa, "Strangers", originalmente um b-side de 1979, "Victim of Love". Alguns lançamentos do seu álbun dos anos 1980, 21 at 33, também têm "Strangers", como uma faixa bônus.
A foto para a capa foi tirada em Long Walk, que faz parte do Windsor Great Park, em Berkshire, na Inglaterra.
| Críticas profissionais                                                      | Críticas profissionais |
| Avaliações da crítica                                                       | Avaliações da crítica  |
| Fonte                                                                       | Avaliação              |
| --------------------------------------------------------------------------- | ---------------------- |
| Allmusic                                                                    | [ 1 ]                  |
| Robert Christgau                                                            | (C)                    |
| Esta tabela precisa de ser acompanhada por texto em prosa. Consulte o guia. |                        |

## Faixas
Todas as faixas compostas por Elton John e Gary Osborne, exceto onde anotadas.

### Lado 1
1. "Shine on Through" – 3:45
2. "Return to Paradise" – 4:15
3. "I Don't Care" – 4:23
4. "Big Dipper" – 4:04
5. "It Ain't Gonna Be Easy" – 8:27

### Lado 2
1. "Part-Time Love" – 3:16
2. "Georgia" – 4:50
3. "Shooting Star" – 2:44
4. "Madness" – 5:53
5. "Reverie" (John) – 0:53
6. "Song for Guy" (John) – 6:35